# Colchique des Pyrénées
Colchicum montanum
Espèce
Classification phylogénétique
Le colchique des Pyrénées (Colchicum montanum L.), est une espèce de plante à fleurs du genre Colchicum (les colchiques). C'est une espèce miniature à tépales libres, qui fleurit à la fin de l’été.

## Description
Le colchique des Pyrénées est une plante vivace de 3 à 7 cm. Ce géophyte possède un corme de la taille d’un pois comme organe de réserve. La fleur lilas, plus claire à la base, rarement blanche, s’étale en étoile en cours de floraison. La floraison se situe entre juillet et octobre. Les feuilles canaliculées, qui mesurent 7 à 22 sur 0,3 à 1 cm, apparaissent à la fin de la floraison. Le fruit est une capsule, qui libère ses graines à la fin du printemps suivant.

## Synonymes
- Merendera montana Lange
- Merendera pyrenaica (Pourr.) P. Fourn.
- Merendera bulbocodium Ramond
- Merendera bulbocodioides Willd.
- Merendera gredensis Caball.
- Bulbocodium pyrenaicum (Pourr.) Samp.
- Colchicum bulbocodioides Brot.

## Répartition
La colchique des Pyrénées est une plante de montagnes de la péninsule ibérique et des Pyrénées centrales françaises, qu'on rencontre sur les pentes sèches et les prairies subalpines entre 900 et 2 500 m d’altitude.

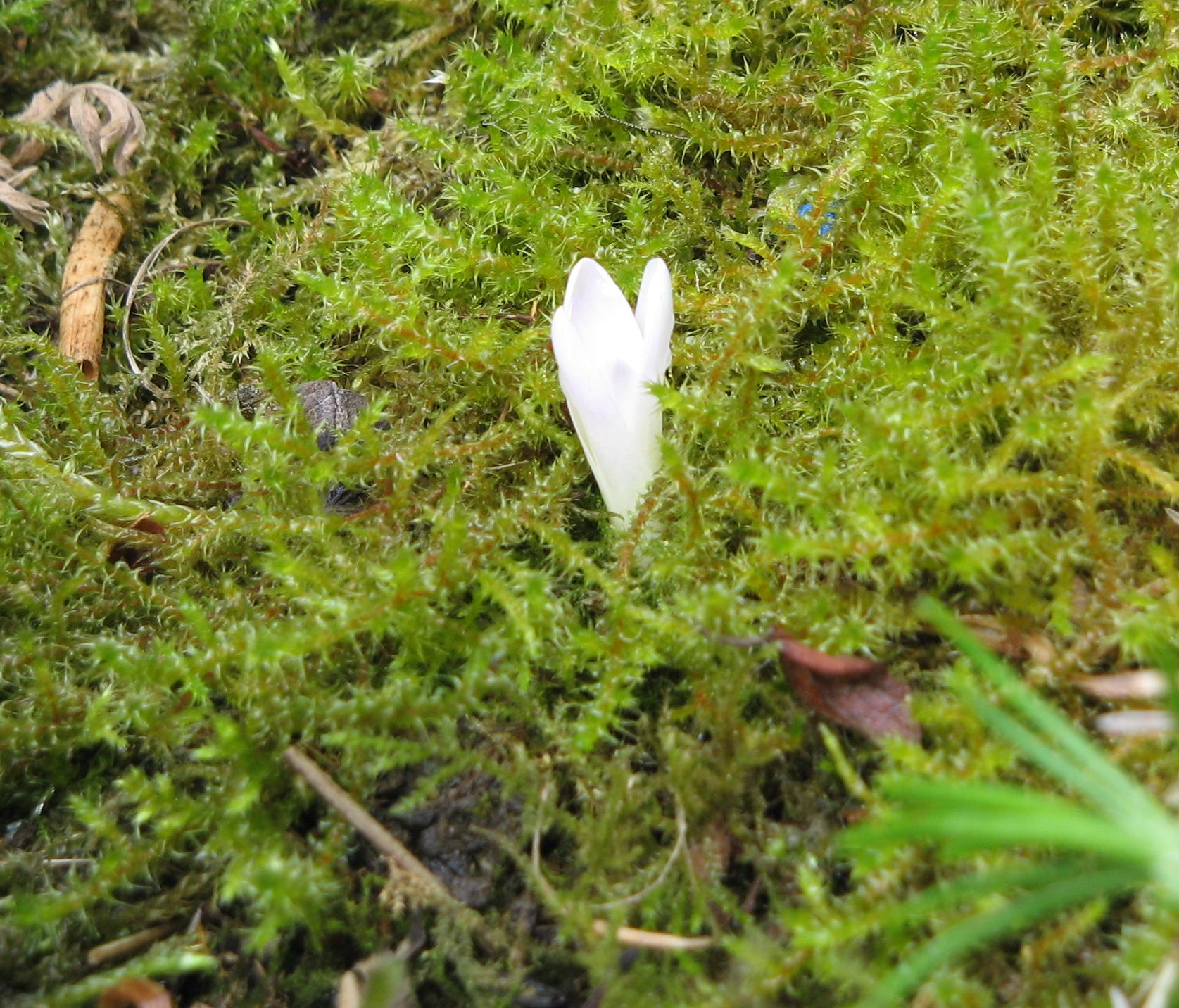
Éclosion (été).
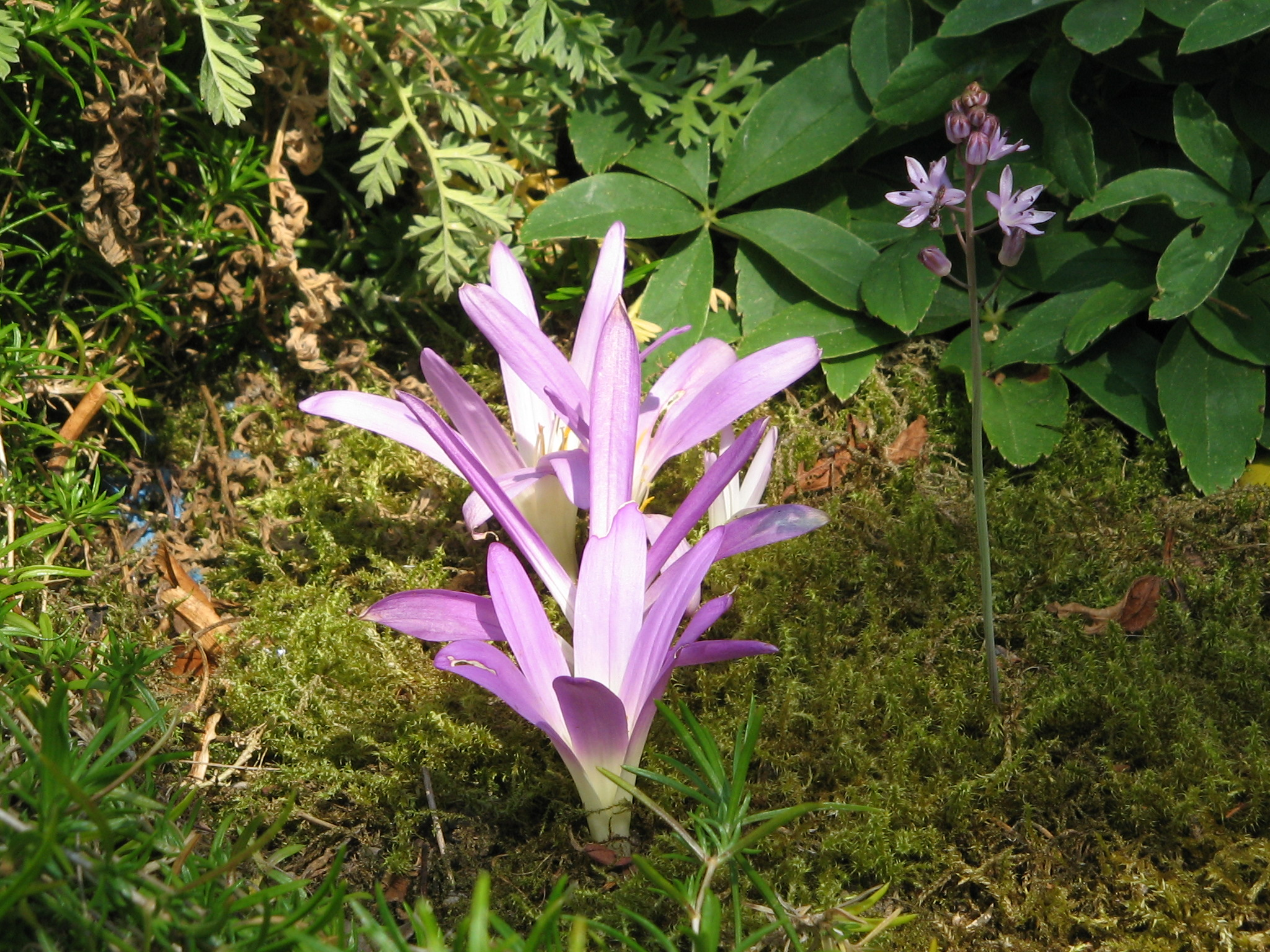
Floraison (été).
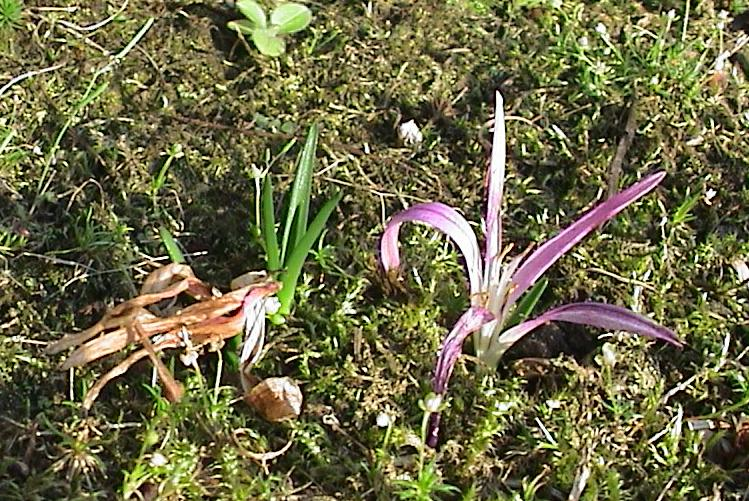
Fin de floraison et apparition des feuilles (automne).
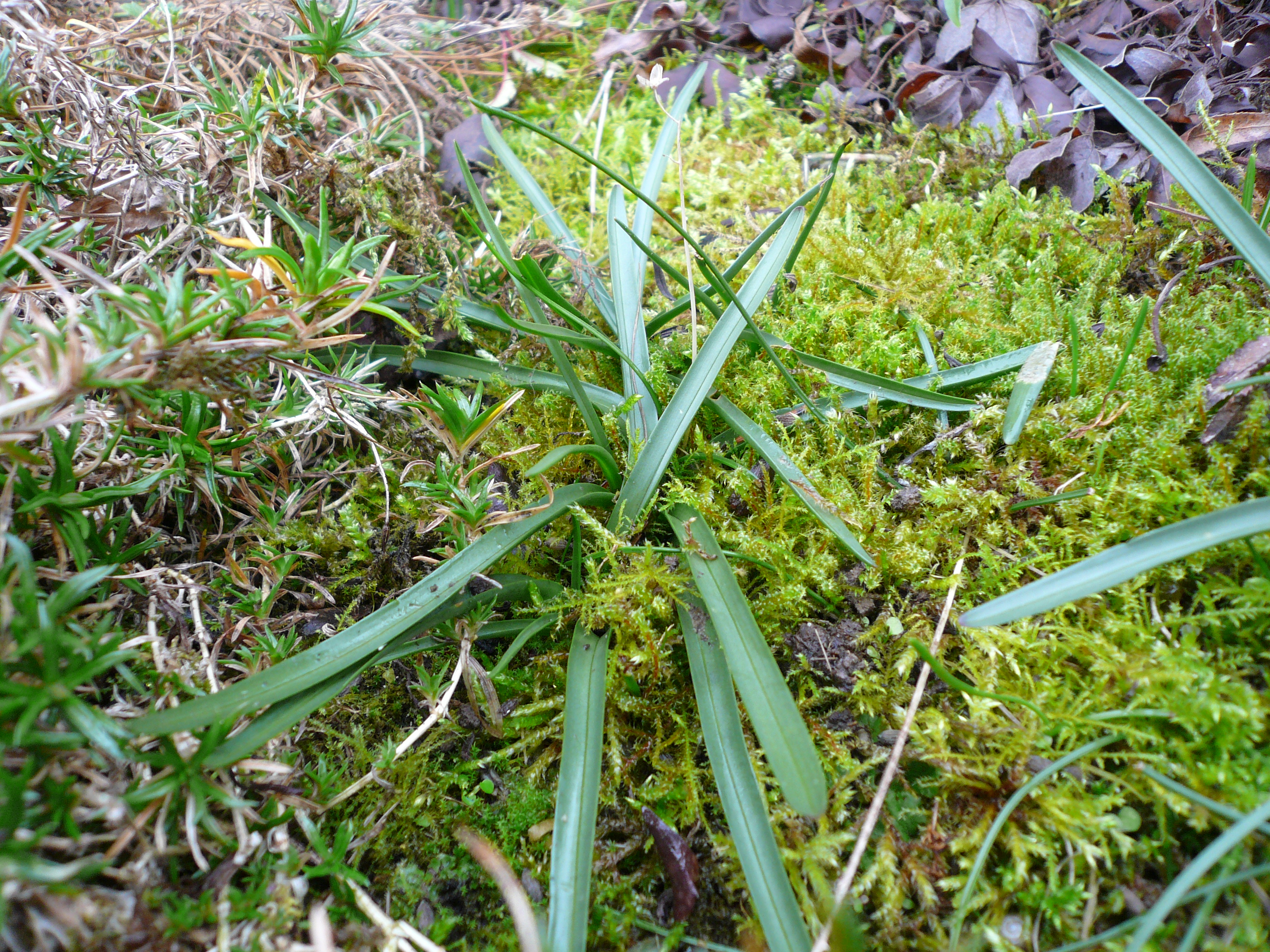
Feuilles en hiver.
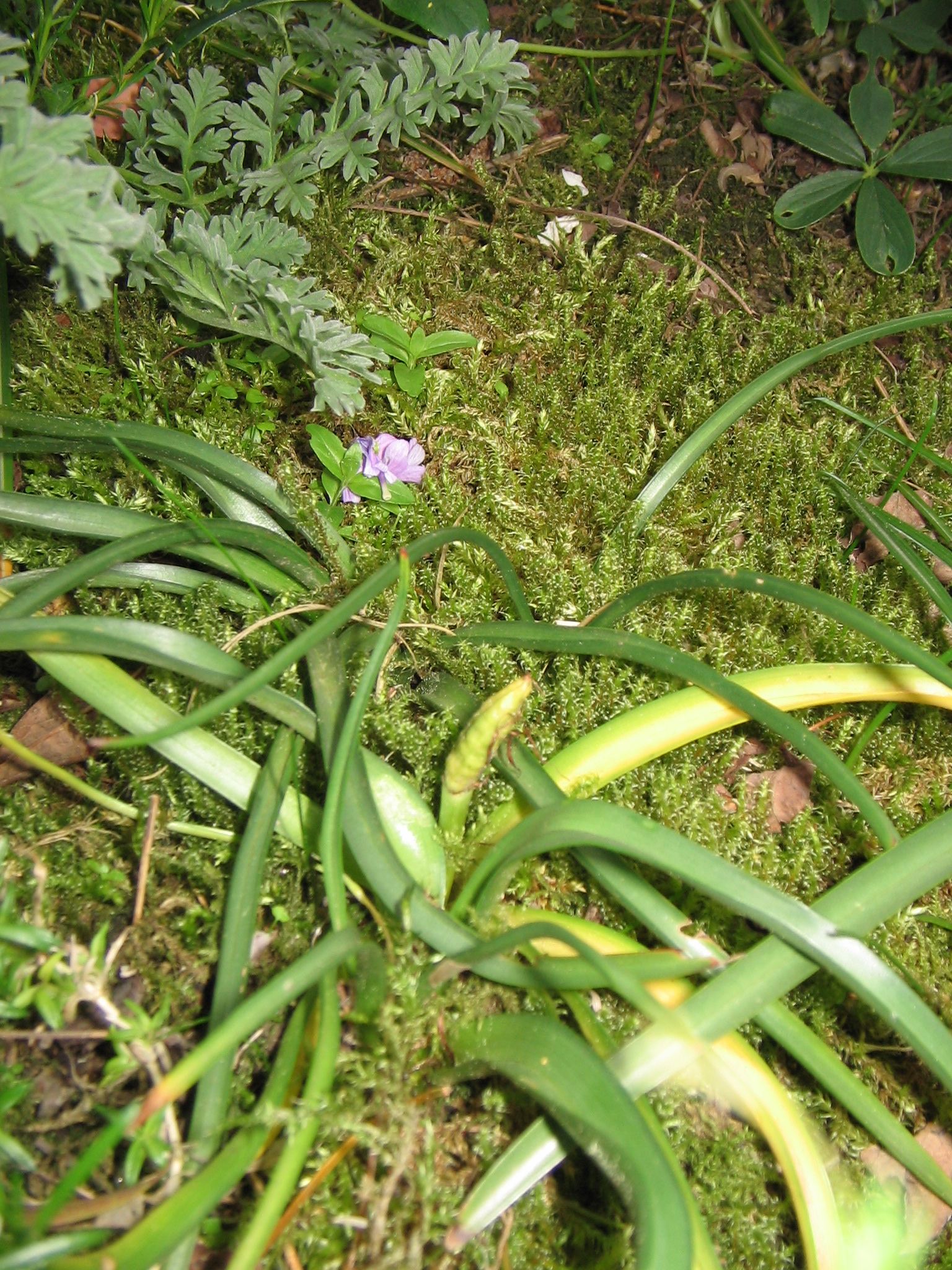
Feuilles entourant la capsule (printemps).
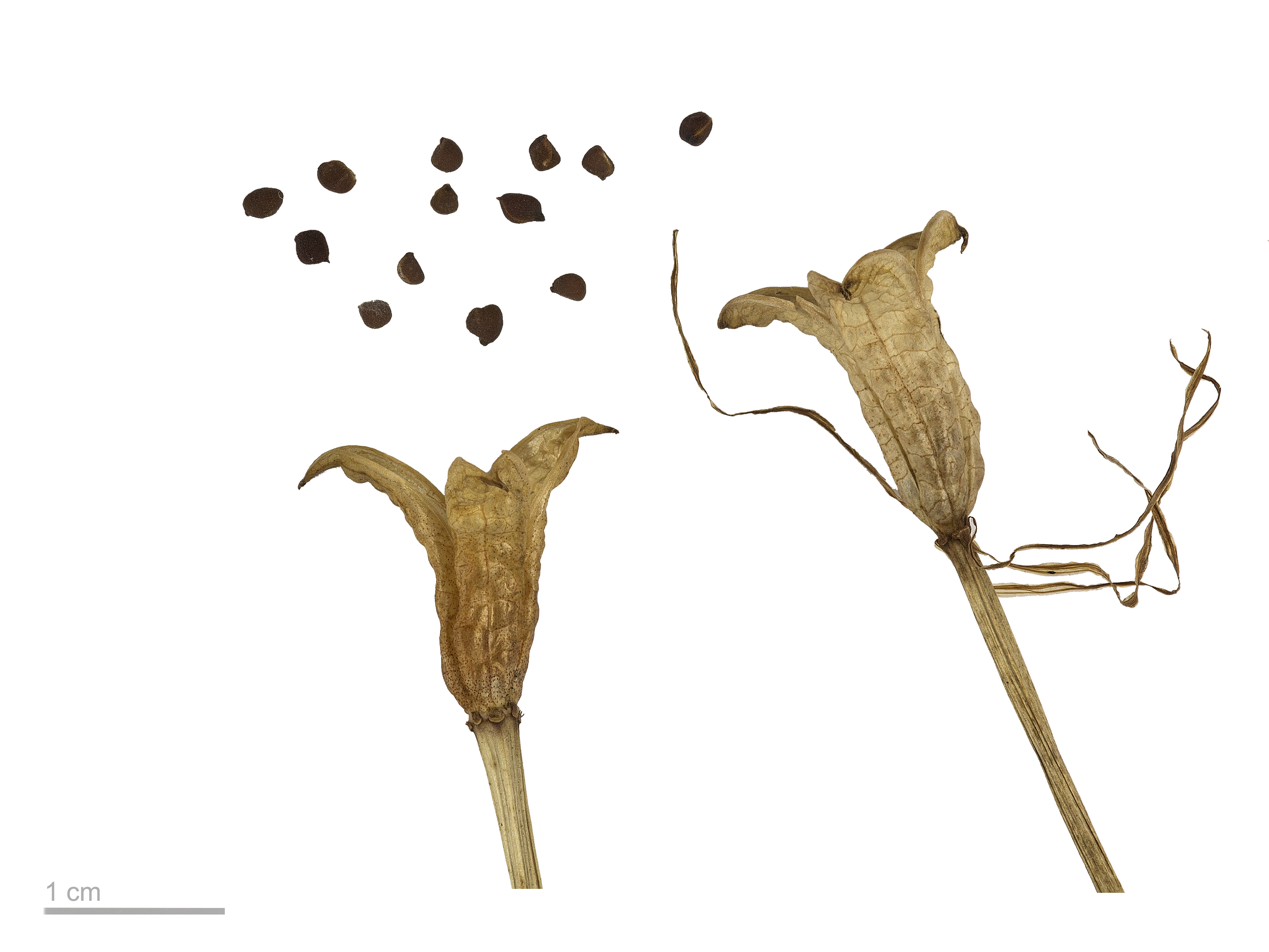
Colchicum montanum au Muséum de Toulouse.

## Usage alimentaire?
Tous les colchiques sont réputés hautement toxiques, mais l'ethnobotaniste François Couplan signale (tout en notant que, « proche des colchiques, il pourrait renfermer des alcaloïdes similaires »), signale que dans le nord-ouest de l’Espagne, ses tubercules « sont grignotés crûs, tels quels »

## Culture
Le colchique des Pyrénées est une plante d'ornement, ou plutôt de collection, car rarement cultivé dans les jardins de rocaille. Il est facilement multiplié par semis.